# Liberté (cuirassé)
Pour les articles homonymes, voir Liberté (homonymie) et La Liberté (homonymie).
Le Liberté est un cuirassé de la marine française construit aux Ateliers et Chantiers de la Loire à Nantes à partir de 1902.
C'est un cuirassé de type pré-dreadnought de la classe Liberté comprenant quatre unités : le Liberté, le Démocratie, le Justice et le Vérité.

## L'accident

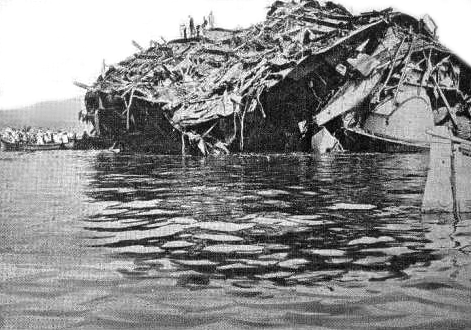
Le Liberté après l'explosion

Le cuirassé commandé par le capitaine de vaisseau Louis Jaurès, frère cadet de Jean Jaurès, sur les plans de Louis Émile Bertin rejoint la rade de Toulon dans le cadre des commémorations patriotiques du 4 septembre 1911. Le 25 septembre 1911, alors qu'il se trouve encore dans le port méditerranéen, un feu localisé près des munitions de 194 mm se propage malgré les efforts des marins pour noyer la soute à munitions. À 5 h 53, le navire explose emportant 200 hommes d'équipage et une centaine de marins des navires les plus proches. Le bilan très lourd de cette catastrophe justifie des funérailles nationales le 3 octobre 1911 auxquelles participent le président de la République Armand Fallières et son président du Conseil Joseph Caillaux. De plus, la vive émotion soulevée à travers le pays provoque la constitution de comités de soutien pour les familles des victimes, de petites communes même envoyant leur contribution financière.
En raison d'une explosion similaire à bord du Iéna quatre ans plus tôt, une polémique voit le jour sur le choix des munitions chimiquement instables (donc dangereuses) entre Albert Louppe, directeur de la poudrerie de Pont-de-Buis et Léopold Maissin, directeur de la poudrerie du Moulin blanc à Brest, la seconde poudrerie étant accusée de livrer à la première du coton-poudre instable qui entrait dans la composition de la poudre B qui remplaçait depuis peu comme poudre de guerre l'ancienne poudre noire.